# Giulio Cesare Graziani
Giulio Cesare Graziani (Affile, 24 gennaio 1915 – Roma, 23 dicembre 1998) è stato un generale e aviatore italiano.
Pilota di aerosiluranti e bombardieri durante la seconda guerra mondiale, venne decorato con la medaglia d'oro al valor militare. Inizialmente stanziato in Africa orientale, dal 1941 Graziani partecipò a numerose missioni di siluramento nel Mediterraneo insieme al 132º Gruppo, di cui fu per due volte comandante ad interim. In seguito alle vicende armistiziali, decise di rimanere fedele al re e di conseguenza aderì all'Aeronautica Cobelligerante, volando in missioni di bombardamento in organico allo Stormo Baltimore, comandando ancora una volta il 132º Gruppo negli ultimi mesi di guerra.
Dopo il conflitto proseguì la carriera militare, ricoprendo vari incarichi di comando nell'Aeronautica Militare e raggiungendo il massimo grado di generale di squadra aerea. Collocato a riposo per raggiunti limiti d'età, intraprese la carriera politica, come dirigente nelle file di formazioni di destra e fu anche consigliere regionale. Il 70º Stormo dell'Aeronautica Militare è stato intitolato alla sua memoria.

## Biografia

Ai comandi di un IMAM Ro.41 per il conseguimento del brevetto di pilota militare

Nato ad Affile da Giovanna Lonfernini, cittadina sammarinese, il 24 gennaio 1915, Giulio Cesare Graziani rimase orfano di madre all'età di tre anni, assieme al fratello, di uno. Non potendo il padre Ermenegildo, che viveva a Roma per curare l'azienda vinicola di famiglia, seguire i due figli, questi vissero la loro fanciullezza e giovinezza a San Marino, presso gli zii materni.
Recandosi spesso a Rimini con i cugini più grandi durante le vacanze estive, Graziani si interessò molto presto all'aviazione, osservando il traffico aereo che si svolgeva presso il locale aeroporto. Nell'estate 1927 riuscì ad avere il cosiddetto "battesimo dell'aria" e da allora seguì con passione le imprese degli aviatori italiani, decidendo quindi di intraprendere egli stesso questa professione. Malgrado l'iniziale contrarietà paterna, Graziani riuscì a conseguire il brevetto di pilota nell'ottobre 1934 su Caproni Ca.100 presso l'aeroporto di Rimini, grazie anche all'interessamento del parente maresciallo d'Italia Rodolfo Graziani, esponente di spicco del regime fascista, che fece accogliere la sua domanda pur inoltrata fuori tempo massimo. Comunque, per tutta la sua carriera bellica, Graziani cercò di affrancarsi da questa ingombrante parentela. Il ritardo iniziale causò però un allungamento dei tempi necessari per il conseguimento del brevetto, tanto da rischiare di compromettere l'anno scolastico presso il liceo classico di San Marino, che Graziani poté frequentare solo da novembre, ricevendo però le congratulazioni da parte dei professori e l'ammirazione dei compagni. Terminati gli studi liceali, si arruolò nella Regia Aeronautica, come allievo del corso REX dell'Accademia Aeronautica, l'8 settembre 1936.
Il 14 marzo 1939 conseguì il brevetto di pilota militare con il velivolo addestratore IMAM Ro.41. L'11 agosto dello stesso anno venne promosso sottotenente in servizio permanente e destinato al 54º Stormo Caccia Terrestre. Qui prestò servizio fino al marzo 1940, quando venne trasferito su sua richiesta al 4º Stormo Caccia Terrestre e quindi alla 412ª Squadriglia, destinata ad operare in Africa Orientale Italiana, conseguendo nell'aprile dello stesso anno la promozione a tenente.

### Seconda guerra mondiale

#### Africa Orientale

Un S.M.81 della 10ª Squadriglia in una foto prebellica

Pochi giorni prima dello scoppio della guerra, venne con suo disappunto aggregato alla 10ª Squadriglia del 28º Gruppo bis su Savoia-Marchetti S.M.81, comandato dal tenente colonnello Luigi Klinger, ed inviato presso l'aeroporto di Gura, quartier generale dell'aviazione italiana vicino a Decamerè e a Massaua. Fino al dicembre 1940 operò con questa unità in azioni di bombardamento contro convogli avversari in navigazione nel Mar Rosso, compiendo anche missioni di danneggiamento delle infrastrutture di trasporto e portuali nemiche. Nello stesso periodo operò la transizione al Savoia-Marchetti S.M.79, che divenne il principale velivolo da lui pilotato durante le ostilità. Nel settembre 1940 gli venne conferita la prima medaglia d'argento al valor militare, in riconoscimento di un'azione compiuta in avverse condizioni atmosferiche e sotto forte reazione della contraerea, durante la quale colpì e danneggiò gravemente un incrociatore e fece saltare numerose installazioni portuali nemiche. Il 19 novembre successivo effettuò una rischiosa ricognizione sull'aeroporto di Gedaref, sede di forze da caccia. Al fine di ingannare il nemico sul reale obiettivo della missione, fu deciso di imbarcare anche un ridotto carico di bombe e di procedere lungo una rotta che sorvolasse prima l'aeroporto da fotografare, per poi trovarsi sulla verticale della stazione ferroviaria, che venne bombardata. Malgrado l'intervento dei caccia nemici, Graziani riuscì a rientrare indenne dalla missione. Il giorno successivo, grazie alle fotografie prese dal suo aereo, l'aeroporto venne attaccato in forze, con la distruzione a terra di 11 caccia nemici.
Graziani si fece notare per la franchezza e sicurezza delle proprie convinzioni, dichiarando ai suoi colleghi piloti che riteneva un errore essere entrati in guerra così a corto di preparazione e che non ci fossero possibilità di vincere la guerra in quelle condizioni.
Infine, nel pomeriggio del 16 dicembre, partì per un bombardamento su Porto Sudan, sostituendo all'ultimo momento un altro S.M.79 che aveva avuto un problema al decollo ed eseguendo perciò la missione isolato dal resto della formazione. Subito dopo lo sgancio delle bombe, venne intercettato da due caccia Hawker Hurricane, che attaccarono ripetutamente l'aereo fino all'esaurimento delle munizioni, affiancandosi dopo ogni attacco ai due lati del velivolo colpito per tentare di convincere i piloti italiani alla resa. Il marconista Tullio Beltrame rimase ucciso subito durante lo scontro, mentre l'aviere scelto Guglielmo Bertoli, gravemente ferito, sarebbe spirato ore dopo, nonostante i tentativi di soccorso dei compagni. Graziani venne gravemente ferito al collo e perse in seguito i sensi, mentre il secondo pilota sergente Anastasia, anch'egli ferito, non era in grado di condurre l'aereo, di cui venne perso quindi il controllo, così che cadde repentinamente per circa 4.000 metri. Ripresosi dallo svenimento e nonostante avesse un timpano rotto, Graziani riuscì a portare l'aereo, ormai senza carburante a causa delle perdite dai serbatoi, ad un atterraggio di emergenza nel deserto. I superstiti furono ritrovati solo il giorno successivo, dopo una notte trascorsa circondati dagli sciacalli, da un Caproni Ca.133 e portati ad Asmara, dove si constatò che Graziani aveva un proiettile da 7,7 mm conficcato tra la 2ª e la 3ª vertebra cervicale, mentre l'aereo venne recuperato e riparato in seguito. Dato che le attrezzature presenti nella colonia furono ritenute insufficienti per poter effettuare un delicato intervento chirurgico, si dispose il rimpatrio dell'ufficiale. Una volta rientrato in Italia nel gennaio successivo, l'operazione venne tuttavia ritenuta troppo rischiosa, per cui Graziani rimase per il resto della vita con il proiettile nel collo, la cui mobilità fu parzialmente recuperata dopo lunghe cure. Venne comunque inviato in convalescenza per qualche mese e durante questo periodo si recò a visitare le famiglie dei commilitoni caduti, come promesso a Bertoli in punto di morte.

#### Guerra aeronavale nel Mediterraneo

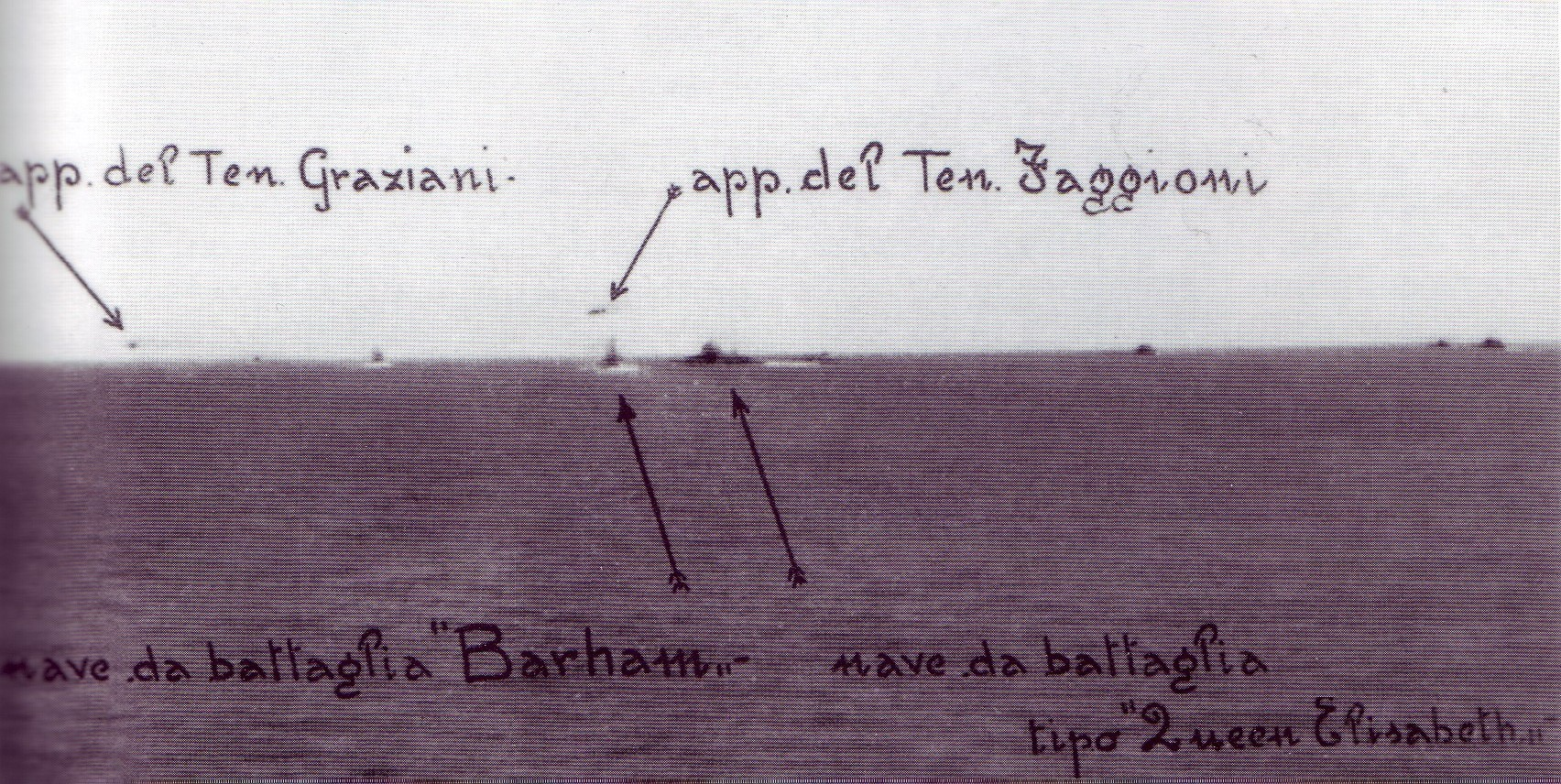
Gli aerosiluranti di Faggioni e Graziani all'attacco delle corazzate e il 13 ottobre 1941

Rientrato in servizio prima di quanto stabilito, il 15 aprile 1941 Graziani venne destinato ad un periodo di addestramento presso il 2º Nucleo Addestramento Aerosiluranti, dal quale raggiunse il 1º agosto 1941 la 281ª Squadriglia Autonoma Aerosiluranti, comandata da Carlo Emanuele Buscaglia e basata sull'aeroporto di Gadurrà di Rodi. Già il 20 agosto, assieme al sottotenente Aldo Forzinetti, affondò una petroliera navigante verso la costa della Cirenaica.
Il 13 ottobre Graziani, assieme a Carlo Faggioni e Giuseppe Cimicchi, attaccò una formazione navale britannica composta da quattro incrociatori, dodici cacciatorpediniere e due navi da battaglia, la HMS Barham e la HMS Queen Elizabeth. Come poi raccontò lo stesso Graziani, egli si portò a una quota di 50 metri sopra il mare, riuscendo, nonostante l'intenso fuoco nemico, a sganciare il siluro che il suo S.M.79 portava sotto l'ala, senza tuttavia colpire il bersaglio. Appena sorpassata la corazzata britannica, l'aereo di Graziani venne colpito all'ala destra, di cui venne asportato un grosso pezzo, inclinandosi sul corrispondente lato e avvicinandosi pericolosamente alla superficie marina. A questo punto il sergente motorista Scaramucci «ridusse la potenza al motore sinistro, dando invece il "più cento" al motore di destra», cosa che «equilibrò la minore portanza dell'ala destra e agevolò la rimessa in assetto orizzontale del velivolo». Graziani tornò sano e salvo a Rodi, atterrando senza il carrello, malfunzionante a causa di un colpo di contraerea ricevuto.

13 ottobre 1941: la foto scattata, a distanza estremamente ravvicinata, dall'S.M.79 di Graziani durante l'attacco alla nave da battaglia

Il 5 febbraio 1942 Graziani, di nuovo assieme al gregario Cimicchi, decollò alle 14:30 da Rodi con a bordo il copilota maresciallo Riso, il marconista sergente Luigi Venuti e gli avieri Pavese, Galli e Di Paolo. Obiettivo della missione era una petroliera britannica diretta a Tobruch, avvistata verso le 17:00 con la scorta di quattro cacciatorpediniere. Graziani andò all'attacco, ma al momento dello sgancio il siluro non si staccò; inoltre il fuoco contraereo uccise il primo aviere Tommaso Di Paolo e ferì Galli al femore; Pavese perse due dita, Riso ebbe un polmone perforato e perse i sensi. Nonostante ciò, Graziani eseguì una stretta virata e si portò all'attacco dalla parte opposta, ma ancora una volta il siluro non partì. Sia i comandi di sgancio ad aria compressa, sia quelli meccanici, infatti, erano stati danneggiati dall'antiaerea dei cacciatorpediniere. Graziani fece quindi rotta per Rodi, preparandosi, in caso l'aereo non ce l'avesse fatta, ad atterrare nella neutrale Turchia. Nonostante i gravi danni e con la radio in avaria, riuscì a raggiungere l'aeroporto di Gadurrà con il siluro ancora attaccato. Una volta a terra e senza la tensione del volo, Graziani scoppiò in un pianto liberatorio. Il giorno dopo, esaminando l'aereo in cui aveva volato, notò che varie schegge erano entrate nel parabrezza anteriore e nel poggiatesta del seggiolino, mancandolo di poco, ma colpendo invece Pavese. Lo stesso giorno venne trasferito alla 205ª Squadriglia da bombardamento del 41º Gruppo Aerosiluranti comandato da Ettore Muti, giunta a Rodi il pomeriggio precedente. Il 14 febbraio silurò una nave da trasporto, da lui sorpresa senza scorta in navigazione verso Alessandria d'Egitto.

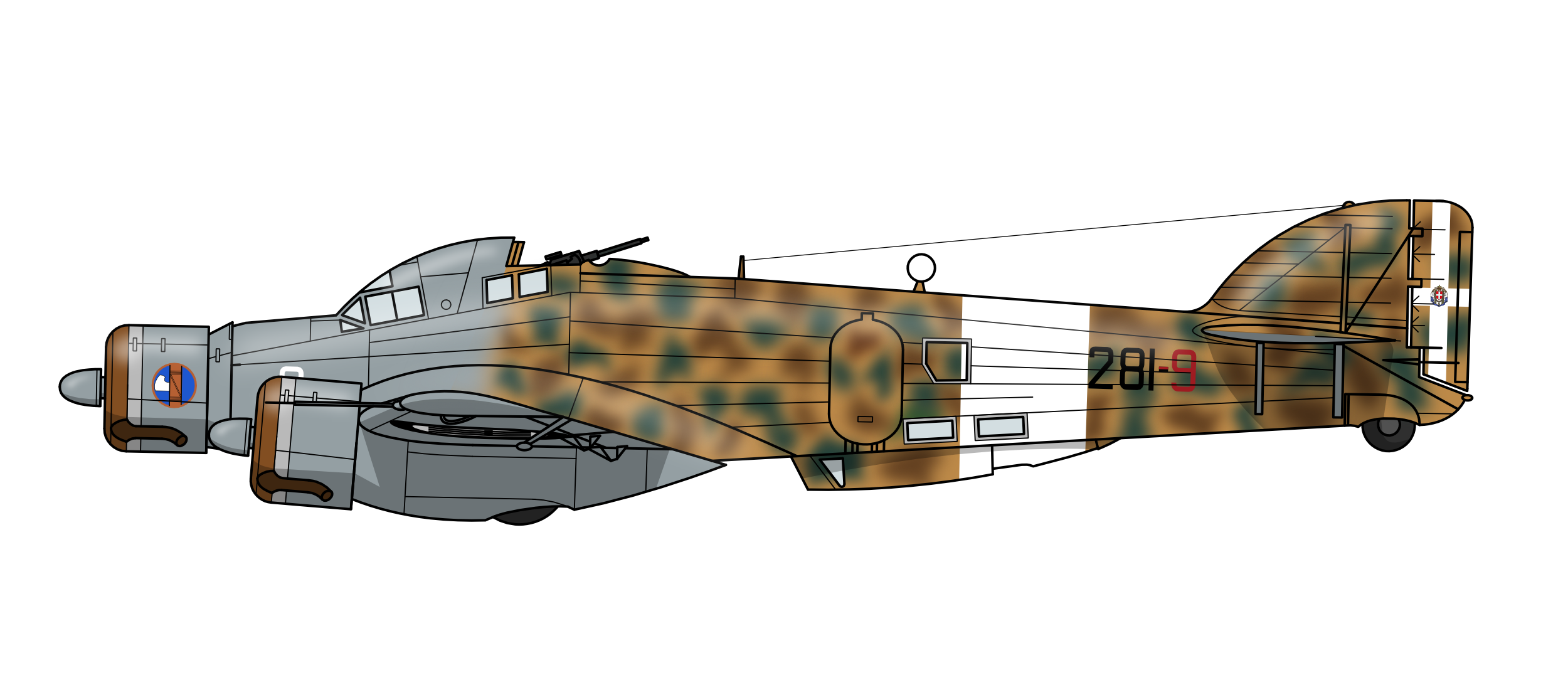
Il S.M.79 pilotato da Graziani, con i codici 281-9

Nell'aprile 1942 gli venne affidato il comando della 281ª Squadriglia, che entrava a far parte del 132º Gruppo Autonomo Aerosiluranti comandato da Buscaglia e nel giugno successivo venne promosso capitano. Per partecipare alla battaglia di mezzo agosto, il gruppo fu trasferito sull'aeroporto di Pantelleria, da dove effettuò la prima missione, al completo, il giorno 12. Era stato concordato di effettuare l'attacco in contemporanea con quello di un gruppo di bombardieri in picchiata Junkers Ju 87, ma questa si rivelò essere una pessima idea perché gli aerosiluranti, volando a bassissima quota, rischiarono di essere investiti dalle colonne d'acqua generate dalle esplosioni delle bombe e di essere quindi scaraventati in mare. Rientrati sull'isola con la scorta di caccia, furono attaccati da due Bristol Beaufighter provenienti da Malta, vanamente contrastati dalla scarsissima contraerea; non fu possibile far decollare dei caccia perché tutti gli aerei disponibili erano stati già mandati in volo per la missione. Un ufficiale venne ucciso e molti aerei vennero danneggiati, tanto che per la missione successiva solo cinque S.M.79 poterono alzarsi in volo, uno dei quali venne abbattuto. Durante la battaglia, Graziani compì quattro missioni, dichiarando di aver silurato un incrociatore ed un mercantile.
L'11 novembre partì dall'aeroporto di Castelvetrano assieme a Buscaglia, Faggioni e Ramiro Angelucci verso l'entroterra africano. Passate le montagne della Cabilia, i tre aerosiluranti tornarono a puntare il muso verso il mare, giungendo quindi nella rada di Bugia, affollata da navi alleate. Gli Spitfire del 154th Squadron si accanirono sull'S.M.79 di Angelucci, abbattendolo con la morte dei sei uomini di equipaggio. Graziani e Buscaglia sganciarono i rispettivi siluri affondando due piroscafi, riuscendo poi a tornare alla base di partenza assieme a Faggioni, nonostante la penuria di carburante dovuta ai serbatoi danneggiati. Il mattino dopo, Buscaglia, con un nuovo aereo - dato che i tre rientrati sarebbero rimasti indisponibili per mesi - ed altri piloti della Regia Aeronautica tornarono su Bugia, ma dall'azione non tornò proprio Buscaglia, creduto morto dai suoi gregari e invece sopravvissuto allo schianto del suo velivolo e fatto prigioniero. A seguito dell'abbattimento del comandante, Graziani assunse il comando interinale del Gruppo.

Sulla destra, appena decorato, in compagnia del tenente Pasquale Vinciguerra

Il 20 novembre 1942 il nuovo comandante decollò da Castelvetrano alle 15:15, alla guida di altri sei aerosiluranti che riuscirono a distruggere un piroscafo e a danneggiarne gravemente altri due a Philippeville, in Algeria, raggiunta alle 17:50, quindi al crepuscolo data la stagione. Nel suo rapporto post-operazione Graziani scrisse:
Il 27 novembre il Gruppo si trasferì sull'aeroporto di Decimomannu, da cui il giorno successivo decollarono tre aerosiluranti per una missione di attacco ad un convoglio, ai comandi di Graziani e dei sottotenenti Carlo Pfister e Martino Aichner, assieme ad altri tre del 131º Gruppo guidati dal capitano Giulio Marini. Attaccando separatamente da questi ultimi, Graziani mise a segno il siluro e in totale vennero colpiti tre mercantili, uno dei quali esplose mentre gli altri andarono in fiamme, affondando in seguito; ma l'aereo di Pfister venne colpito dalla contraerea, il che causò la fuoriuscita del carrello e perdite di carburante dai serbatoi. Rendendosi conto che questi non avrebbe avuto scampo in caso di attacco della caccia nemica, Graziani decise di scortarlo con Aichner ala contro ala, mantenendo le pericolose ridotte velocità e quota a cui questi era costretto, riuscendo quindi a ricondurlo in salvo fino alla base, dove Pfister, appena Graziani uscì dal suo aereo, volle abbracciarlo manifestandogli la sua gratitudine per non averlo abbandonato.

Foto scattata nella stessa occasione della decorazione

Graziani era un capitano di nomina troppo recente e il comando doveva essere affidato a un ufficiale superiore, quale un maggiore o un tenente colonnello. Nel gennaio 1943, infatti, giunse il nuovo comandante del Gruppo, maggiore Gabriele Casini. Graziani ordinò ad Aichner, già aiutante maggiore di Buscaglia divenuto poi il suo, di diventarlo anche di Casini, anzi di esserne il secondo pilota, per affiancarlo nei primi tempi necessari al comandante per addestrarsi alla nuova specialità. Aichner non volle separarsi dal suo equipaggio, ma davanti all'ordine dovette obbedire. Il giorno 22, a seguito di un attacco sulla baia di Bona (oggi Annaba), l'S.M.79 di Graziani venne colpito dalla contraerea nell'impennaggio, causando il distacco quasi completo del timone, che oltretutto interferiva con gli equilibratori, per cui Graziani fu costretto a un difficile volo di rientro, dimostrando ancora una volta grande perizia. Giunto a terra, gli specialisti si stupirono di come il suo aereo avesse potuto continuare in quelle condizioni per oltre un'ora di volo. Andò peggio al maggiore Casini e al suo copilota Aichner, il cui aereo fu costretto all'ammaraggio d'emergenza. L'equipaggio, tutti i cui membri erano feriti, venne salvato il giorno successivo, dopo una notte passata in mare, dalla nave ausiliaria San Giorgio e trasportato in ospedale in Sardegna, per cui ancora una volta Graziani si trovò al comando interinale del Gruppo e stavolta con soli tre equipaggi, compreso il suo, a disposizione, fino al ritorno del comandante e di Aichner.
Verso la metà di marzo 1943, mentre il Gruppo si trovava schierato sulla base aerea di Gerbini, si oppose all'ordine di attaccare un convoglio date le troppo avverse condizioni meteo, che rendevano pericoloso il solo levarsi in volo, dichiarando che avrebbe al limite effettuato l'azione da solo, in quanto non si sentiva di dare l'ordine di seguirlo verso il sicuro disastro ai suoi sottoposti; gli furono minacciati gravi provvedimenti disciplinari dal Comando dell'Aeronautica della Sicilia, perché non si doveva sfigurare davanti all'alleato tedesco, che invece aveva deciso per la partenza dallo stesso campo, ma Graziani, dando prova di fermezza e responsabilità, rimase irremovibile. L'azione terminò con una decina di aerosiluranti tedeschi incidentati o distrutti in decollo od all'atterraggio dopo l'infruttuosa ricerca del convoglio, per cui alla fine ebbe l'approvazione dei superiori anziché i minacciati arresti.

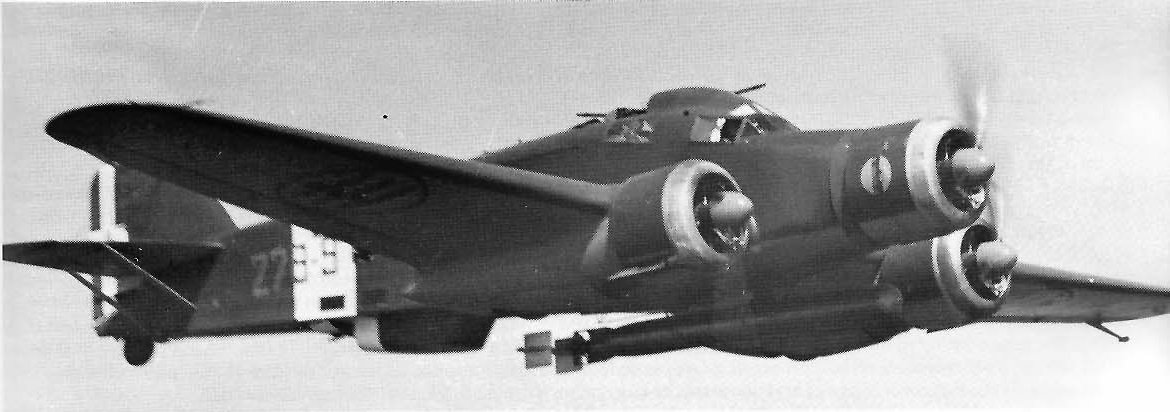
Un S.M.79 aerosilurante in volo

Nel maggio 1943 venne prescelto, assieme agli altri undici migliori piloti disponibili, per effettuare un'incursione sul porto di Gibilterra, dove era presente un'elevata concentrazione di naviglio nemico. Dopo lunga preparazione ed addestramento, il giorno 11 giugno giunse con un S.M.79 nuovo sull'aeroporto di Istres, da cui doveva partire l'incursione, ma subito dopo l'atterraggio una gamba del carrello cedette, causando il danneggiamento dell'aereo, che quindi non poté effettuare la missione. L'ispezione successiva stabilì che si era trattato di un sabotaggio effettuato in fabbrica.
Durante questo periodo, a seguito del brillante comportamento in azione, venne decorato con sei medaglie d'argento al valor militare, una medaglia di bronzo al valor militare e tre croci al merito di guerra. Inoltre gli furono attribuiti due avanzamenti per merito di guerra. Ricevette anche la Croce di Ferro di II classe da parte dell'alleato tedesco. Nel dicembre 1941, durante una breve licenza, le autorità di San Marino gli conferirono il titolo di Cavaliere ufficiale dell'Ordine di Sant'Agata, riservato ai cittadini stranieri benemeriti.
Nel dopoguerra, a oltre dieci anni dal termine del conflitto, il 14 luglio 1955 gli venne conferita la medaglia d'oro al valor militare per il bombardamento del 16 dicembre 1940 su Port Sudan in cui era stato ferito alle vertebre cervicali e per l'attacco alla HMS Barham e alla HMS Queen Elizabeth del 13 ottobre 1941.

#### Dopo l'armistizio

All'epoca dello Stormo Baltimore, mentre riceve alcuni ufficiali Alleati davanti allo schieramento dei bombardieri.

L'8 settembre sorprese Graziani durante una breve licenza presso i suoi parenti sammarinesi, ma subito, nonostante questi avessero cercato di convincerlo a riparare nella neutrale Repubblica fino al termine delle ostilità, decise che era suo dovere raggiungere il territorio controllato dagli Alleati, in quanto sicuramente prima o poi le Forze Armate italiane sarebbero state chiamate a combattere contro la Germania. A tale scopo, contravvenendo all'ordine dei superiori, che ancora attendevano inutilmente istruzioni, e scampando a qualche raffica di colpi sparata dai Carabinieri di sentinella, il giorno 14 settembre, poco prima dell'arrivo di una colonna tedesca, si impossessò di un velivolo S.M.79 presso l'aeroporto di Fano, sul quale il 9 settembre era stato rischierato il Nucleo Addestramento Aerosiluranti di Gorizia. Ai comandi di tale apparecchio, si trasferì all'aeroporto di Catania in Sicilia, divenuto importante base aerea alleata, portando con sé il capitano Prati, il tenente Pulzetti e gli avieri D'Angelo e Bonanno, per poter servire con l'Aeronautica Cobelligerante. Trasferito con il suo aereo per qualche giorno a Korba, in Tunisia, suscitò dubbi negli ufficiali alleati che lo interrogarono, anche per la sua già citata parentela con Rodolfo Graziani. Al termine degli interrogatori, imposero perciò alle autorità italiane di porlo sotto discreta ma continua sorveglianza. Graziani seppe della cosa dopo qualche mese, solo dopo che gli Alleati si furono convinti della sua lealtà, operando nel frattempo quale pilota di voli di collegamento disarmati. Questo fu un periodo poco felice, in cui Graziani valutò la proposta fattagli dall'amico Cimicchi di lasciare l'attività di pilota per combattere a terra con altro personale della Regia Aeronautica.
Fugati i dubbi, il 4 giugno 1944 fu inviato in Egitto, nella zona dei Laghi amari, assieme al capitano Gerardi e al tenente Roberto Crespi per l'addestramento sul bombardiere bimotore medio Martin Baltimore, di fabbricazione statunitense. Dopo circa un mese di corso, tornò in patria con la qualifica di istruttore del suddetto velivolo. Con i Baltimore forniti dagli Alleati, l'Aeronautica del sud formò il 1º luglio lo "Stormo Baltimore", inquadrato nella Balkan Air Force, sul 28º e 132º Gruppo, quest'ultimo costituito prevalentemente con equipaggi del disciolto 132º Gruppo aerosiluranti.

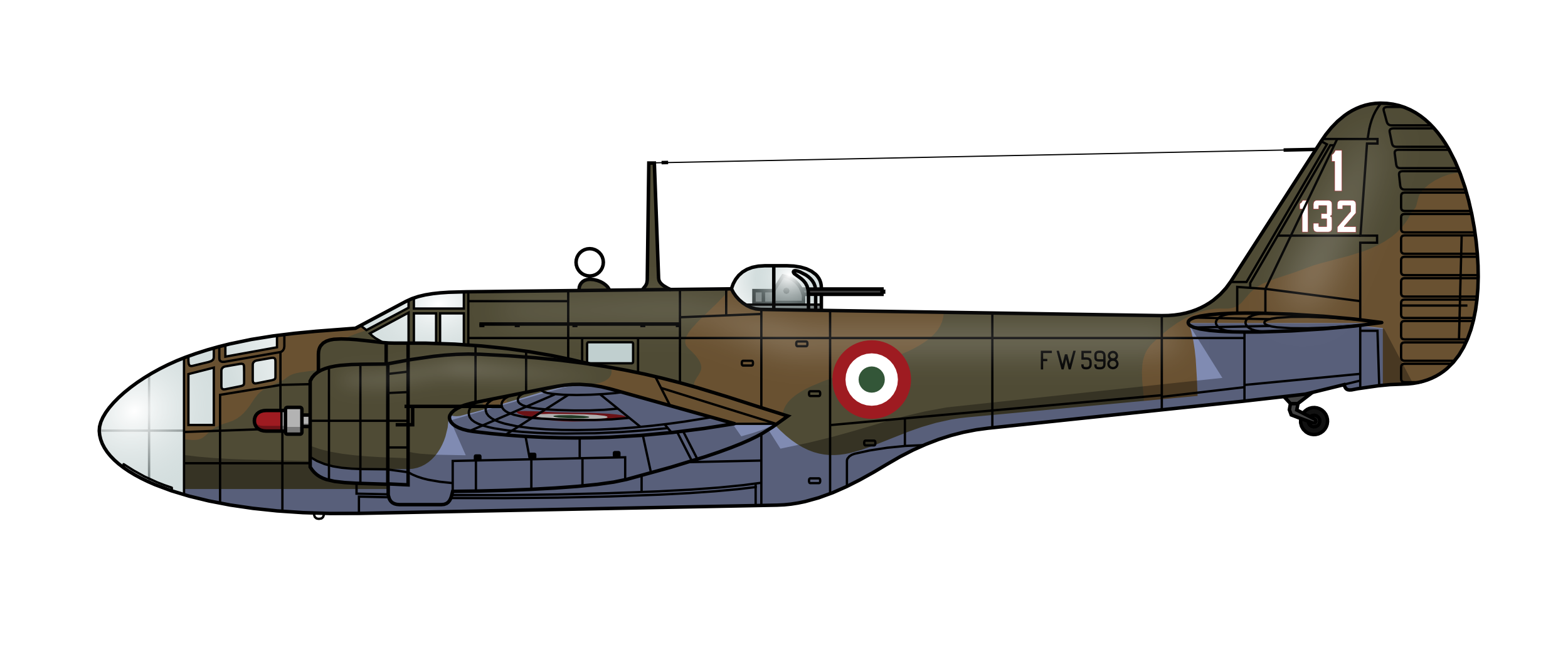
Il Baltimore Mk.V da lui pilotato sul finire della guerra. Il nominativo radio era "Grappa 1" e portava la scritta, qui non visibile, "Parto e ritorno sempre!".

Lo Stormo, dopo l'addestramento effettuato a Campo Vesuvio, presso Ottaviano, fu trasferito tra fine ottobre ed inizio novembre sulla disagiata striscia di Campomarino, nei pressi della foce del Biferno, costituita da grelle metalliche e praticamente priva di installazioni fisse, tanto che tutto il personale fu alloggiato in tende, condividendola oltretutto con altri sette reparti di diverse nazionalità. Il giorno 11 iniziarono le missioni belliche contro le installazioni tedesche nella penisola balcanica. Dopo la morte del comandante, maggiore Massimiliano Erasi, abbattuto durante una missione sul bacino dell'Arsa in Istria il 21 febbraio 1945 proprio davanti al suo aereo, il 132º Gruppo passò agli ordini di Graziani, che operò con esso fino al termine del conflitto. Già il 22 febbraio Graziani declinò l'offerta del comandante del 254th Wing, colonnello Stepleton della SAAF, di esentare gli equipaggi del Gruppo dalla missione del giorno, contro il porto di Segna, in segno di lutto per la morte di Erasi, ricordandogli che già una volta, in occasione della presunta morte di Buscaglia, questo era tornato a combattere il giorno stesso. Da quel giorno Graziani partì alla testa dei suoi uomini in tutte le successive missioni. Il 26 e 27 febbraio seguenti, ad esempio, lì guidò a bombardare una linea ferroviaria presso Zenica e il porto dell'isola di Arbe.
Sotto il suo comando il Gruppo, che precedentemente era già nelle prime posizioni, si collocò al primo posto della speciale graduatoria mensile che la Balkan Air Force stilava sulla base degli obiettivi colpiti e dell'efficienza dei reparti, posizione che mantenne fino alla fine delle ostilità. Durante tutto il periodo post-armistiziale effettuò 78 missioni di bombardamento. Graziani venne promosso maggiore per merito di guerra il 5 maggio 1945.
Graziani si considerò sempre molto fortunato, malgrado la grave ferita ricevuta, per come era potuto sopravvivere alla guerra. Non mancò di ricordare che, oltre agli episodi già citati, in ben quattro occasioni nelle quali, per vari motivi, era stato sostituito prima di una missione, tre volte il suo sostituto era rimasto ucciso ed una volta abbattuto, venendo salvato dopo molte peripezie.

### Carriera postbellica
Conseguita la laurea in Scienze Politiche presso l'Università "La Sapienza" di Roma, Graziani prestò servizio dal 1946 presso lo stato maggiore dell'Aeronautica Militare italiana. Nel 1949, insieme al suo ex comandante Casini, testimoniò a favore di Ottone Sponza, già pilota di aerosiluranti nell'Aeronautica Nazionale Repubblicana di Salò, imputato per collaborazionismo dal tribunale militare di Milano e infine assolto. Venne promosso tenente colonnello nel 1951 e colonnello nel 1956, occupandosi principalmente, con diversi ruoli, di missili e bersagli radio-guidati, e assumendo quindi il comando del Reparto Sperimentale di Volo nel 1957.

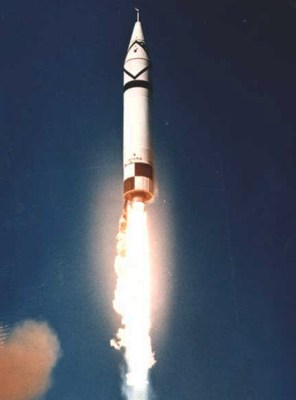
Lancio di un PGM-19 Jupiter negli Stati Uniti

Fu promosso generale di brigata il 31 dicembre 1960, e, dopo aver frequentato negli USA i necessari corsi, l'8 febbraio 1961 assunse il comando della 36ª Aerobrigata Interdizione Strategica di Gioia del Colle, dotata di missili PGM-19 Jupiter armati con una testata nucleare all'idrogeno da 1,5 megatoni. Si trattò di un periodo molto impegnativo, in quanto l'addestramento del personale operativo e tecnico risultò inizialmente carente. Il personale addetto ai missili doveva essere formato negli Stati Uniti e in occasione di alcuni lanci reali da Cape Canaveral durante i corsi si evidenziarono impreparazioni. Ancora più complessa era la situazione dal punto di vista operativo, a causa delle implicazioni politiche dell'ospitare testate nucleari in Italia. Graziani scoprì che, in modo stupefacente, il presidente del consiglio italiano dell'epoca, Amintore Fanfani, non sapeva ancora nell'agosto del 1961 che per il lancio dei missili era necessario anche il consenso italiano. L'organico si completò solo nel 1962 e il 15 settembre dello stesso anno Graziani lasciò l'incarico al suo successore, generale Oreste Genta.

Il generale Graziani negli anni settanta

Nel gennaio 1966 fu promosso generale di divisione aerea, ricoprendo diversi incarichi nel settore logistico dell'aeronautica. Nel dicembre 1969 fu promosso generale di squadra aerea e ricoprì tra il luglio 1972 e il febbraio 1975 il comando della 2ª regione aerea, assistito dall'aiutante di volo colonnello Pier Giuseppe Jacopozzi. Venne collocato a riposo nel 1975.
Nel 1978 pubblicò un'autobiografia, intitolata Con bombe e siluri fra le cannonate: avventure di guerra dal Mar Rosso al Mediterraneo in piccola tiratura, con una seconda edizione nel 1982, dedicata alla memoria dei suoi compagni d'equipaggio Beltrame, Bertoli e Di Paolo. Basandosi su questa, a cura del figlio Fulcieri Graziani, è stata data alle stampe nel 2009 una riedizione riveduta ed integrata intitolata Dal primo all'ultimo giorno - 10 giugno 1940 - 5 maggio 1945, dalle Edizioni Rivista Aeronautica.
Il nome di Graziani apparve negli elenchi della P2 al numero 503: sottoposto ad indagine, nulla gli fu mai addebitato.
Una volta a riposo ha ricoperto la carica di presidente dell'Associazione Arma Aeronautica dal 31 ottobre 1976 al 17 aprile 1983.
È deceduto il 23 dicembre 1998, all'età di 83 anni, ultimo pilota rimasto della famosa 281ª Squadriglia di Rodi.

## Attività politica
Una volta posto in congedo si dedicò all'attività politica. Aderì alla "Costituente di destra per la Libertà" creata dal Movimento Sociale Italiano - Destra Nazionale con personalità esterne al partito. Il 20 gennaio 1977 fu uno dei quattro fondatori del partito Democrazia Nazionale - Costituente di Destra e fece parte della segreteria nazionale del partito.
Dopo la fine nel 1979 dell'esperienza di Democrazia Nazionale, Graziani si candidò nel 1985 alla Regione Lazio nella lista "Alleanza Pensionati" e fu eletto consigliere regionale.

### Dediche e riconoscimenti
Gli è stata dedicata una via di Roma e una sua statua bronzea a grandezza naturale, opera della scultrice statunitense Paula B. Slater, verrà posta nel Museo storico dell'Aeronautica Militare. In via Monte Zebio a Roma, dove abitò, il Comune ha posto una targa ricordandolo come Ufficiale pilota eroe della II guerra mondiale e della guerra di liberazione nazionale.
In onore e memoria di Giulio Cesare Graziani, l'Aeronautica Militare, il 14 marzo 2009, ha dedicato il 70º Stormo di stanza a Latina, precedentemente intitolato alla memoria di Enrico Comani, a cui rimane comunque intitolato l'aeroporto. Il suo medagliere, donato dalla famiglia, viene ora conservato presso l'Ufficio Comando dello Stormo.
Il portale web dell'Aeronautica Militare ha proposto una pagina, intitolata I grandi aviatori, dove vengono citate le maggiori personalità storiche dell'aviazione italiana, ponendo Graziani tra di esse.

## Onorificenze

### Italiane
Dati tratti dall'Istituto Nazionale del Nastro Azzurro.

### Annotazioni
1. ↑  Situato pochi chilometri a sud di Decamerè, nella vasta piana che prende il nome dal villaggio di Gura o Gura'e, l'omonimo aeroporto fu il quartier generale dell'aviazione italiana durante la guerra d'Etiopia, nonché, assieme al contiguo campo di Mai Edagà, dove si trovava un grosso complesso di officine aeronautiche scherzosamente ribattezzate "Capronia", il più grande aeroporto italiano in Africa. Ne viene tuttora riportato il codice ICAO HHGU. Cfr. Guida dell'A.O.I. 1938, p. 268.
2. ↑  Ebbe sull'argomento anche un'accesa discussione con un corrispondente di guerra, il tenente Concato. Reincontrandolo dopo la fine della guerra, questi gli chiese perché allora l'avesse combattuta così valorosamente, al che Graziani rispose: «Combatterla era mio dovere di soldato, qualunque potesse essere la mia convinzione sul suo esito.» Cfr. Graziani 1982, pp. 38-39.
3. ↑  Le fonti di parte britannica riferiscono di un solo Hurricane, pilotato dal neo comandante del 1st Squadron della SAAF, maggiore Wilmot, che poi si accreditò l'abbattimento del S.M.79. Dato che Graziani riferisce invece di due, il secondo poteva essere pilotato solo dal capitano Driver, in quanto i due erano gli unici piloti disponibili per gli appena arrivati monoplani. Cfr. Gori 2004, p. 472.
4. ↑  Al rientro, Faggioni, cosa altamente inusuale per lui, si sfogò con Graziani gridandogli che quello era il sistema per morire inutilmente. Calmato lo sconvolto ufficiale, Graziani si recò da Buscaglia, discutendo con lui a più riprese, anche animatamente, per ore ed ore, cercando di convincerlo ad effettuare simili azioni al crepuscolo, in modo da evitare la caccia, ma Buscaglia ribatté che, dato lo scarso addestramento di diversi piloti, rimpiazzi dei caduti, questi non sarebbero stati in grado di rientrare nelle ore notturne se in condizioni difficili. Durante una delle discussioni Buscaglia concluse che prima o poi al Gruppo non sarebbero rimasti che soli due o tre equipaggi disponibili e che tutti gli altri sarebbero stati uccisi o fatti prigionieri, cosa che effettivamente ebbe a verificarsi. Cfr. Graziani 1982, pp. 126-133.
5. ↑  Dopo il suo arrivo a Campo Vesuvio nel 1944, Buscaglia confidò a Graziani ed a Erasi che riteneva di essere stato vittima di un sabotaggio, in quanto tutte le armi difensive del suo aereo si erano subito inceppate, rendendolo facile bersaglio dei caccia e causando la morte di tutti i suoi compagni, ed incolpando di ciò una cellula segreta comunista che aveva poi saputo essersi costituita tra il personale di Castelvetrano. Non ci sono altre testimonianze del fatto, essendo Graziani l'unico sopravvissuto in grado di riferire quella conversazione. Cfr. Graziani 1982, pp. 211-212.
6. ↑  Graziani era partito per il sud senza la sua tuta di volo, per cui da allora dovette arrangiarne una con pezzi rimediati di varia provenienza, episodio emblematico della situazione della Regia Aeronautica a quel tempo. Cfr. Graziani 1982, p. 217.
7. ↑  Gli ufficiali dell'intelligence statunitense si insospettirono perché non seppe dare risposte alle domande, rivoltegli più volte, che più loro interessavano, ovvero la disposizione dei reparti delle SS in Italia e quali particolari siluri od altre armi avevano usato i tedeschi per affondare la Roma, cose di cui semplicemente non era a conoscenza. Questo, qualche contraddizione nel suo racconto e la ormai disgraziata parentela con Rodolfo Graziani, nel frattempo diventato Ministro della Difesa della Repubblica Sociale, li convinsero della sua reticenza, per cui fu ordinato di porlo sotto sorveglianza. Non solo i carabinieri riferivano tutti i suoi movimenti e discorsi, ma durante i voli di collegamento al suo secondo pilota fu data una pistola con l'ordine di minacciarlo ed eventualmente addirittura sparargli se avesse cercato di raggiungere il nord. Grazie anche ai buoni uffici del suo comandante, maggiore Casini, venne accertata infine la sua buona fede. Graziani venne a conoscenza di queste circostanze solo dopo la fine della guerra. Cfr. Graziani 1982, pp. 195-201.
8. ↑  Pagliano, nel capitolo su Graziani appropriatamente intitolato Ad ala ad ala col nemico, dà credito alla storia circolata a quel tempo che questi fosse lo stesso pilota che lo aveva ferito su Porto Sudan quattro anni prima, ma Graziani stesso, che pure conosceva personalmente Pagliano, non accenna minimamente alla cosa nella sua autobiografia. Le ricerche storiche hanno infatti chiarito che furono due diversi piloti (vedi annotazione 3): si tratta quindi solo di una leggenda. (Cfr. Pagliano 1969, p. 193). Un'altra nota leggenda di quel tempo, citata anche da Rocca ed altri, vuole che il cappello di Faggioni, recuperato in mare dopo l'abbattimento, venisse quindi consegnato al fraterno amico Graziani. (Cfr. Rocca 1993, p. 307).

### Fonti
1. ↑  Graziani 1982, p. 14.
2. ↑  Pagliano 1969, p. 187.
3. ↑  Graziani 1982, pp. 14-15.
4. ↑  Graziani 1982, pp. 22-35.
5. ↑  Pagliano 1969, p. 188.
6. ↑  Graziani 1982, pp. 40-41.
7. ↑  Pagliano 1969, p. 189.
8. ↑  Graziani 1982, pp. 42-50.
9. ↑  Graziani 1982, p. 64.
10. ↑  Molteni 2012, pp. 105-106.
11. ↑  Molteni 2012, pp. 192-194.
12. ↑  Graziani 1982, p. 195.
13. ↑  Graziani 1982, pp. 103-116.
14. ↑  Molteni 2012, pp. 268-269.
15. ↑  Molteni 2012, pp. 269-272.
16. ↑  Molteni 2012, pp. 273-274.
17. ↑  Graziani 1982, pp. 136-139.
18. 1 2  Aichner 1991, p. 143.
19. ↑  Graziani 1982, pp. 145-146.
20. ↑  Graziani 1982, pp. 145-148. Si verificò quindi quanto predetto da Buscaglia.
21. ↑  Graziani 1982, pp. 152-155.
22. ↑  Graziani 1982, pp. 156-158.
23. ↑  Graziani 1982, p. 74.
24. 1 2   Il 70º Stormo dell'Aeronautica intitolato al generale di squadra aerea M.O.V.M. Giulio Cesare Graziani, su difesa.it. URL consultato il 5 giugno 2013 (archiviato il 4 marzo 2016).
25. ↑  Graziani 1982, p. 167.
26. ↑  Molteni 2012, p. 435.
27. ↑  Pagliano 1969, p. 192.
28. 1 2  Graziani 1992.
29. ↑  Lazzati 1975, p. 92.
30. ↑  Graziani 1982, p. 242.
31. ↑  Graziani 1982, pp. 215-217.
32. ↑  Molteni 2012, pp. 563-564; Lazzati 1975, pp. 93-94.
33. ↑  Graziani 1982, p. 232.
34. ↑  Molteni 2012, p. 564.
35. ↑  Podrini 2006, p. 12.
36. ↑  Graziani 1982, p. 241.
37. ↑  Graziani 1982, pp. 240-242.
38. ↑  Rocca 1993, p. 310.
39. ↑  Lazzati 1975, p. 309.
40. ↑   36ª Aerobrigata I.S. - 1. La 36ª Aerobrigata Interdizione Strategica, su quellidel72.it. URL consultato il 17 giugno 2013 (archiviato il 2 settembre 2014).
41. ↑   The Other Missiles of October: Eisenhower, Kennedy, and the Jupiters, 1957-1963, su books.google.it, Google Books. URL consultato il 17 giugno 2013 (archiviato il 27 aprile 2015).
42. ↑   Con bombe e siluri fra le cannonate: avventure di guerra dal Mar Rosso al Mediterraneo, su books.google.fr, Google Books. URL consultato il 24 aprile 2013 (archiviato il 2 maggio 2021).
43. ↑   Catalogo Edizioni Rivista Aeronautica Anno 2012 (PDF), su aeronautica.difesa.it. URL consultato l'8 maggio 2013 (archiviato il 4 marzo 2016).
44. ↑   Lista ad oggi conosciuta in ordine per fascicolo, su loggiap2.com. URL consultato il 24 aprile 2013 (archiviato dall'url originale il 6 giugno 2013).
45. ↑  Graziani 1982, Note biografiche.
46. ↑   Raffaele Delfino, Prima di Fini, Foggia, Bastogi Editrice Italiana, 2004,  pp. 117-120, ISBN 88-8185-630-1.
47. ↑   Eventi a cui ha partecipato Giulio Cesare Graziani, su radioradicale.it. URL consultato il 17 maggio 2013 (archiviato il 2 maggio 2021).
48. ↑   Raffaele Delfino, Prima di Fini, Foggia, Bastogi Editrice Italiana, 2004,  p. 72, ISBN 88-8185-630-1.
49. ↑   Sito web della scultrice Paula B. Slater, su paulaslater.com. URL consultato l'8 maggio 2013 (archiviato il 2 maggio 2013).(EN) General G.C. Graziani, su paulaslater.com. URL consultato il 2 agosto 2018 (archiviato il 2 settembre 2018).
50. ↑   Giulio Cesare Graziani, su chieracostui.com. URL consultato il 3 giugno 2013 (archiviato il 4 marzo 2016).
51. ↑   70° Stormo, su aeronautica.difesa.it. URL consultato il 24 aprile 2013 (archiviato il 15 maggio 2013).
52. ↑   70° Stormo, 207º Gruppo, su giorgiociarini.com. URL consultato il 30 aprile 2013 (archiviato il 25 ottobre 2014).
53. ↑   Alessandro Cornacchini, Il 70º Stormo, in Rivista Aeronautica, vol. 76, n. 6, Roma, Ministero della Difesa, 2000,  p. 60, ISSN 0391-6162 (WC · ACNP).
54. ↑   I grandi aviatori, su aeronautica.difesa.it. URL consultato il 31 maggio 2013 (archiviato dall'url originale il 30 giugno 2013).
55. ↑   Antonio Daniele, Medaglie d'Oro eccellenti: Giulio Cesare Graziani, in Il Nastro Azzurro, vol. 48, n. 3, Roma, Istituto del Nastro Azzurro, maggio-giugno 2009,  p. 15.
56. ↑   Onorificenze della Repubblica Italiana di Giulio Cesare Graziani, su quirinale.it. URL consultato il 5 febbraio 2019 (archiviato il 7 febbraio 2019).
57. ↑   Medaglia d'oro al valor militare di Giulio Cesare Graziani, su quirinale.it. URL consultato il 23 aprile 2013 (archiviato il 7 dicembre 2013).
58. ↑  Bollettino Ufficiale 1942, disp. 42 p. 2242.
59. ↑  11-3-1943 (XXI) - GAZZETTA UFFICIALE DEL REGNO D'ITALIA - N. 58 pag. 906.
60. ↑  Bollettino Ufficiale 1942, disp. 21 p. 984.
61. ↑  Bollettino Ufficiale 1943, disp. 14 p. 858.
62. ↑  Bollettino Ufficiale 1943, disp. 25 p. 1526.
63. ↑  Bollettino Ufficiale 1946, disp. 14 p. 688.
64. ↑  Bollettino Ufficiale 1942, disp. 9 p. 7.